# Дубровчан
Дубровчан је насељено место у саставу општине Велико Трговишће у Крапинско-загорској жупанији, Хрватска. До територијалне реорганизације у Хрватској налазио се у саставу старе општине Забок.

## Становништво
На попису становништва 2011. године, Дубровчан је имао 807 становника.

## Попис1991.
На попису становништва 1991. године, насељено место Дубровчан је имало 760 становника, следећег националног састава:
| Попис 1991.‍  | Попис 1991.‍  | Попис 1991.‍ | Попис 1991.‍ | Попис 1991.‍ |
| ------------ | ------------ | ----------- | ----------- | ----------- |
|              |              |             |             |             |
| Хрвати       | Хрвати       |             | 749         | 98,55%      |
| Словенци     | Словенци     |             | 2           | 0,26%       |
| Муслимани    | Муслимани    |             | 1           | 0,13%       |
| Словаци      | Словаци      |             | 1           | 0,13%       |
| Срби         | Срби         |             | 1           | 0,13%       |
| неопредељени | неопредељени |             | 3           | 0,39%       |
| непознато    | непознато    |             | 3           | 0,39%       |
| укупно: 760  |              |             |             |             |